# Beiju
O beiju é uma iguaria de origem indígena feita de tapioca (fécula extraída da mandioca, usualmente granulada), que ao ser espalhada em uma chapa ou frigideira aquecida coagula-se e vira um tipo de panqueca ou crepe seco. É tipicamente consumido na Argentina, Paraguai, e no Brasil, onde há variedades conhecidas como beiju de lenço, beiju de massa, de carne seca e outras, feitas em fornos das casas de farinha das comunidades rurais em determinadas épocas do ano.

## Etimologia
"Beiju" vem do tupi mbeiú (pronunciado "mbeijú") e designava uma variedade de bolinho indígena feito da massa da mandioca.<ref<Navarro, Eduardo de Almeida (2013). Dicionário de tupi antigo: a língua indígena clássica do Brasil. São Paulo: Global. ISBN 978-85-260-1933-1
</ref>

## Produtos distintos
Por sua semelhança em formato, o beiju é muitas vezes confundido com tapioca, porém são iguarias distintas no ingrediente e no preparo, embora ambas sejam feitas a partir da mandioca.
- o beiju é preparado a partir da massa da mandioca,[5][6] ralada e peneirada, rica em celulose, material com que se faz a farinha de mandioca. Levado ao forno de casa de farinha (ou a uma frigideira, em escala menor), distribuído em uma fina camada, é retirado após adquirir consistência sólida.[2][3][4][7]

- A tapioca é feita a partir do amido da mandioca,[8] ou goma de mandioca, conseguido a partir da prensa da massa e decantação do líquido resultante, a manipuera. A goma, após lavada, secada e peneirada, é levada a uma frigideira ou chapa quente, para ser assada.[2][3][4][7]

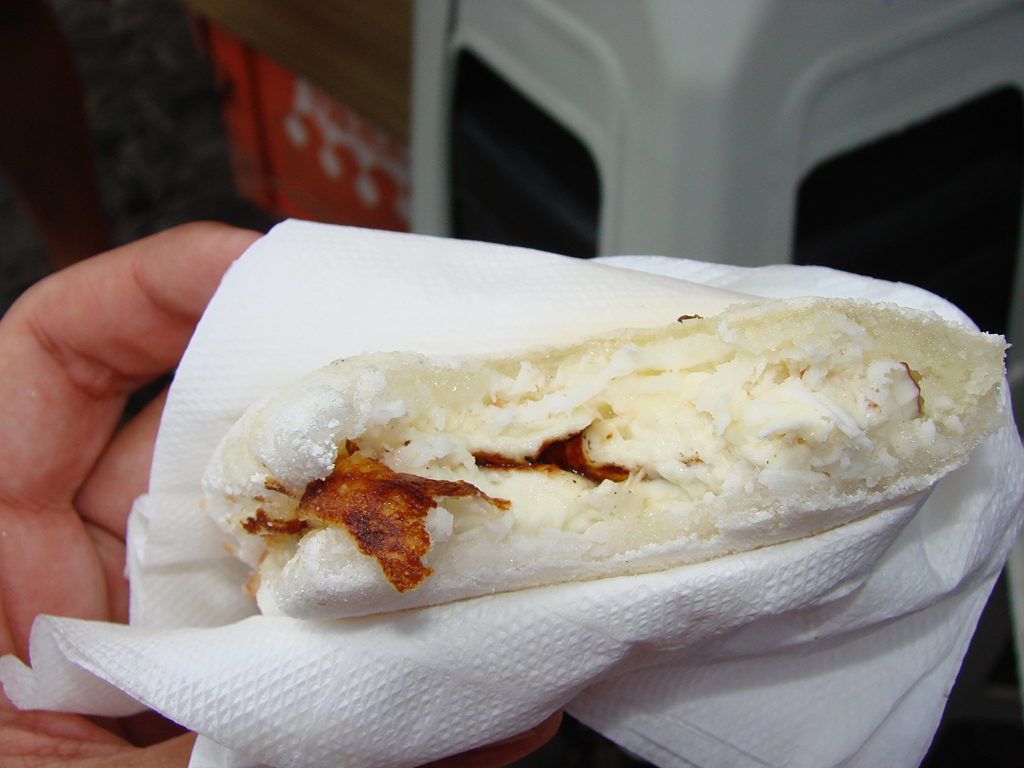
Beiju do Alto da Sé em Olinda, Pernambuco.

## História
Os povos tupi-guaranis, que ocupavam a faixa litoral leste do território brasileiro desde o sul até o norte, foram os responsáveis pelo domínio comestível da mandioca. Produzida sob o sistema da agricultura de subsistência, a mandioca era a base da alimentação no Brasil pré-colonial.[carece de fontes?]
Pouco após os primeiros anos do descobrimento, os colonizadores portugueses na Capitania de Pernambuco descobriram que a tapioca servia como bom substituto para o pão. Na cidade de Olinda, se consumia intensamente o beiju, a farinha e a tapioca (goma) extraídos da mandioca, desde o século XVI com a criação da Casa de Farinha em Itamaracá.[carece de fontes?]
A tapioca logo se espalhou pelos demais povos indígenas, como os cariris no Ceará e os jês, na Amazônia oriental. Ainda, se transformou posteriormente na base da alimentação dos escravos no Brasil. Tudo isso serviu para transformar a tapioca, hoje, num dos mais tradicionais símbolos da culinária por quase todo o nordeste brasileiro.[carece de fontes?]
Os indígenas brasileiros faziam vários tipos de beiju: o beiju simples é um bolo de massa fresca, úmida, passado pela urupema (peneira de fibras vegetais) para formar grumos que, devido ao calor, ficam ligados; o beiju-ticanga, feito de massa de mandioca mole e seca ao sol; o beijuaço, redondo, feito como o beiju-ticanga, mas seco no forno; o caribé, que é o beijuaço posto de molho e reduzido novamente à massa que, quando água é acrescentada, forma um tipo de mingau; o beijucica feito de massa de mandioca, em grumos bem finos; o beiju de tapioca, da massa umedecida, saindo da urupema em pequeninos grumos que, quando prontos, são enrolados; o curadá, um beiju grande, feito de tapioca (goma) umedecida, em grumos maiores, levando castanha crua, depois sendo enrolado.
A partir da tapioca, eram feitas, também, algumas bebidas alcoólicas como o pajuaru, o tarubá, o tepiocuy e a tiquira. Na fabricação do tarubá, os beijus umedecidos são colocados sobre folhas de curumi (Ravenala guaianensis), e estas sobre uma camada de folhas de bananeira estendida sobre um jirau (grade de varas). Após serem polvilhados, os beijus são recobertos com as folhas de curumi e deixados por três dias, quando começa a escorrer um líquido viscoso, semelhante ao melaço. A massa é dissolvida em água, passada pela peneira e o líquido é deixado repousando. Após o descanso, a bebida fica pronta.

## Variações

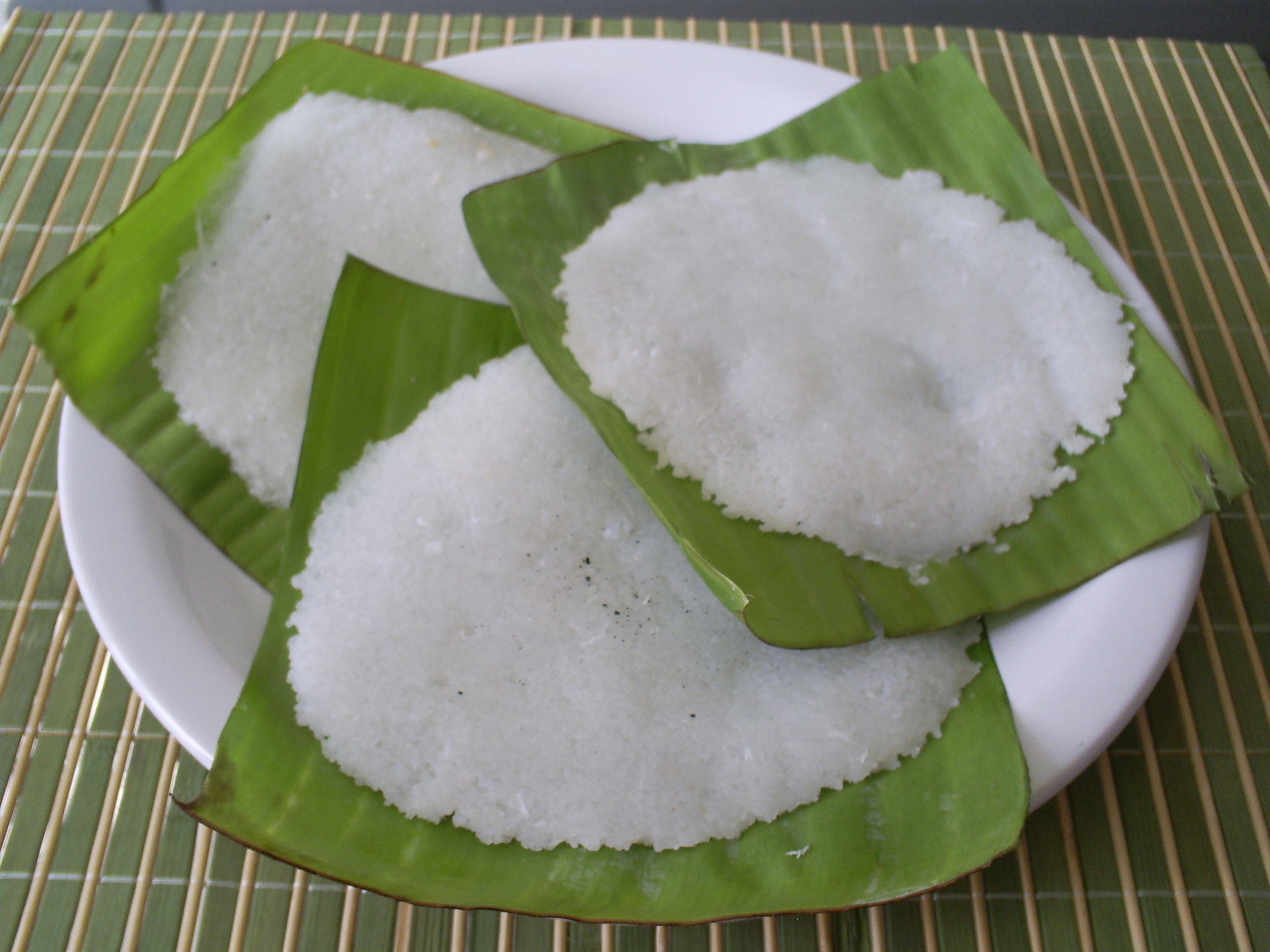
Beiju de folha

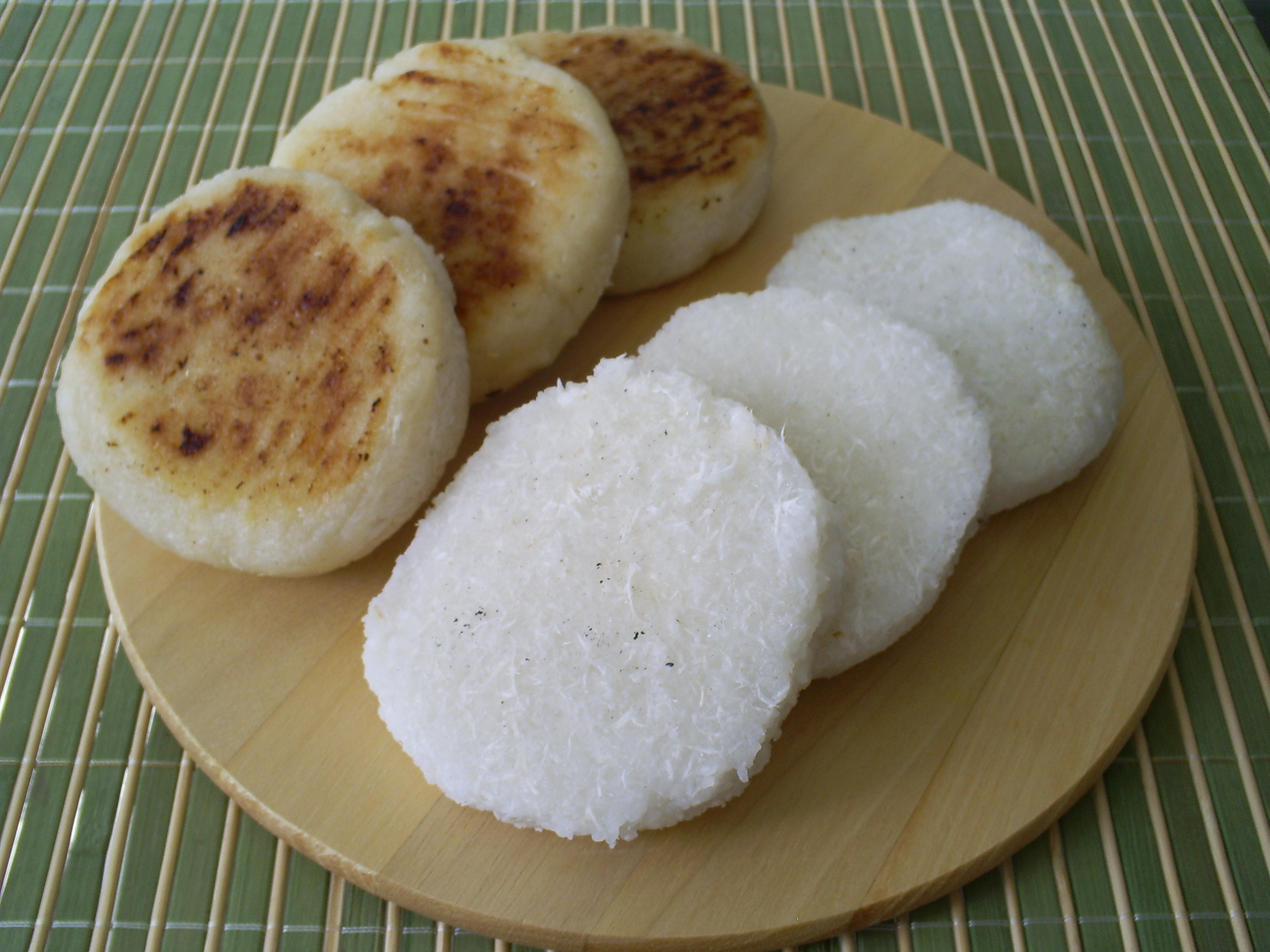
Malcasado e sarolho

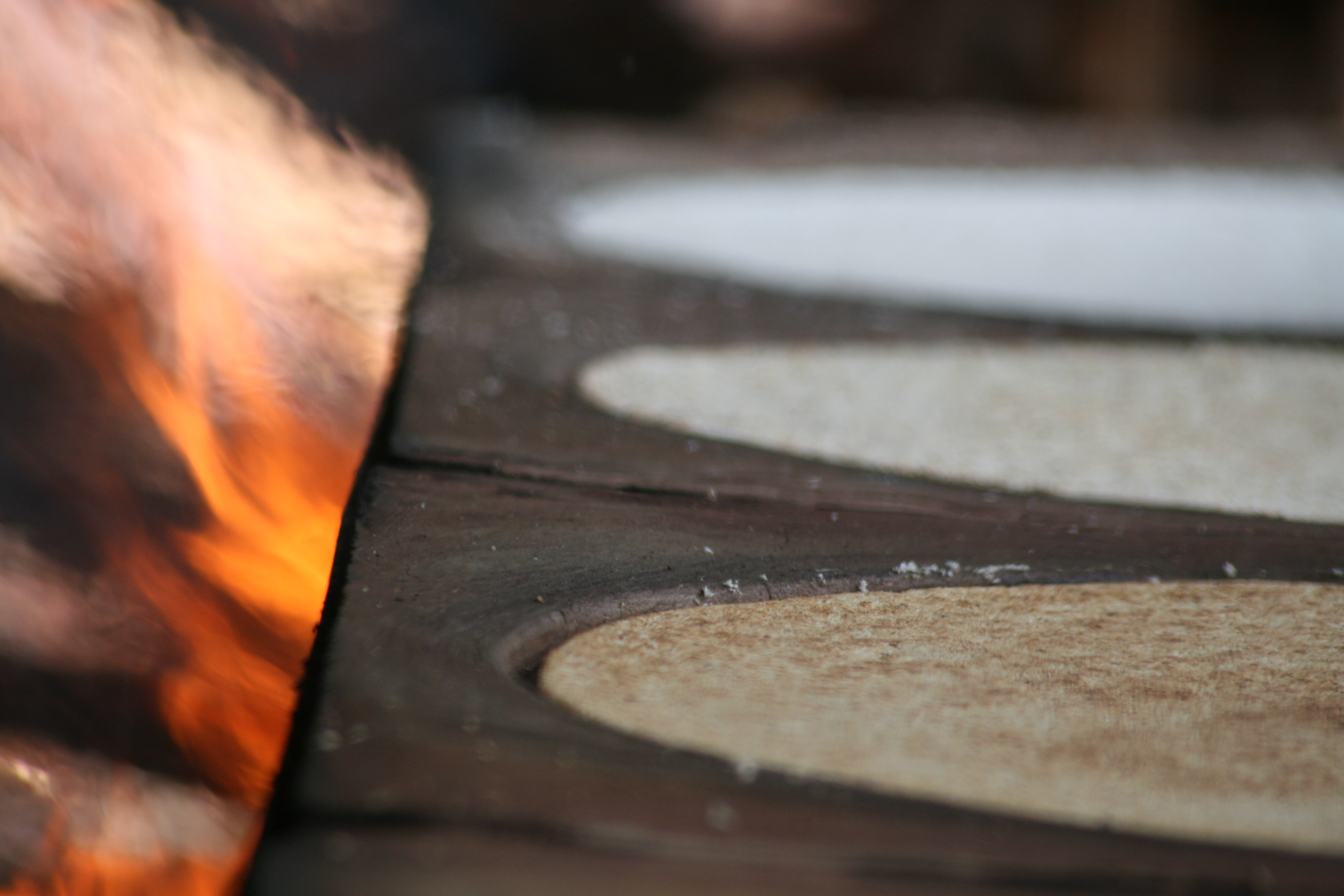
Tapioca de chapa

- Beiju de lenço: feito artesanalmente; a mandioca ralada e molhada é colocada no centro de um pano, este é torcido em um recipiente em cujo fundo começa a depositar-se uma substância gelatinosa (a goma ou fécula), que é coada, seca ao sol, peneirada, assada com açúcar em chapa e enrolada em forma de cone.[12]
- Beiju de massa: feito não com o polvilho, mas com a farinha de mandioca ainda crua (não torrada); a mandioca ralada é prensada para extração da goma e de seu sumo (a manipueira), a massa seca é então peneirada, umedecida, temperada com sal e assada em uma chapa.[13][14]
- Sarolho ou saroio: a fécula é misturada a coco ralado, sal, e assada na forma de um bolinho circular mais seco e solto.[carece de fontes?]
- Malcasado ou macasado: a fécula é misturada a coco, formando um bolinho circular mais consistente e molhado.[carece de fontes?]
- Beiju de folha ou beiju molhado: a fécula é preparada fria com açúcar e leite de coco, e servida em folhas de bananeira.[15]
- Tapioca de forma ou de chapa: mais grossa e aquecida na chapa, na qual a tapioca é colocada dentro de uma forma de metal.[carece de fontes?]

Apesar de muito popular e integrante da culinária típica de diversos estados nordestinos, a tapioca mais tradicional do Brasil ainda se encontra no Alto da Sé, em Pernambuco (preservada pela Associação das Tapioqueiras de Olinda). Em outros estados, a tapioca sofreu algumas modificações em relação à receita original (como no Ceará, onde possui formato redondo e é bastante apreciada com café). Também encontramos diversas entidades dedicadas à cultura popular da tapioca pelo Nordeste, como o Centro das Tapioqueiras entre os municípios de Fortaleza e Eusébio, no Ceará.[carece de fontes?]
No resto do mundo, vários produtos derivados da fécula da mandioca são também chamados de tapioca.
Os recheios darão um toque especial à tapioca e variam de acordo com o gosto e a região onde a tapioca é consumida. O recheio pode ser apenas com manteiga e/ou com coco fresco ralado e/ou queijo, mas versões mais modernas podem incluir leite condensado, goiabada com queijo, banana, morango, chocolate e várias outras. O pudim ou bolo de tapioca não é levado ao fogo e é servido gelado, natural ou com calda de frutas. A farinha de tapioca é colocada num recipiente com leite de coco, um copo de leite, açúcar a gosto e coco ralado. Depois que os ingredientes são bem misturados, coloca-se numa forma e leva-se este para a geladeira.[carece de fontes?]
Não faz muito tempo, a tapioca atraiu a atenção de alguns criativos chefs da culinária brasileira. Estes criaram versões inovadoras da tapioca. Uma destas é o uso da goma de tapioca (em pelotas de cerca de meio centímetro de diâmetro) banhada com molho shoyu, produzindo uma sobremesa de cor escura que tem aparência de caviar e que é chamado "caviar de tapioca".
O músico baiano Moraes Moreira compôs uma música intitulada "Tapioca de Olinda".[carece de fontes?]

## Patrimônio imaterial e cultural
O Conselho de Preservação do Sítio Histórico de Olinda (Patrimônio Histórico e Cultural da Humanidade, pela Organização das Nações Unidas para a Educação, a Ciência e a Cultura) concedeu à tapioca o título de Patrimônio Imaterial e Cultural da Cidade em 2006, mesmo ano em que Olinda recebeu o título de 1ª Capital Brasileira da Cultura (Ministério da Cultura e Ministério do Turismo, Governo Federal).[carece de fontes?]